# Erich Edgar Schulze
Erich Edgar Schulze (* 3. Oktober 1880 in Berlin; † 22. April 1974 in Duisburg) war ein deutscher Marineoffizier und Wirtschaftsmanager.

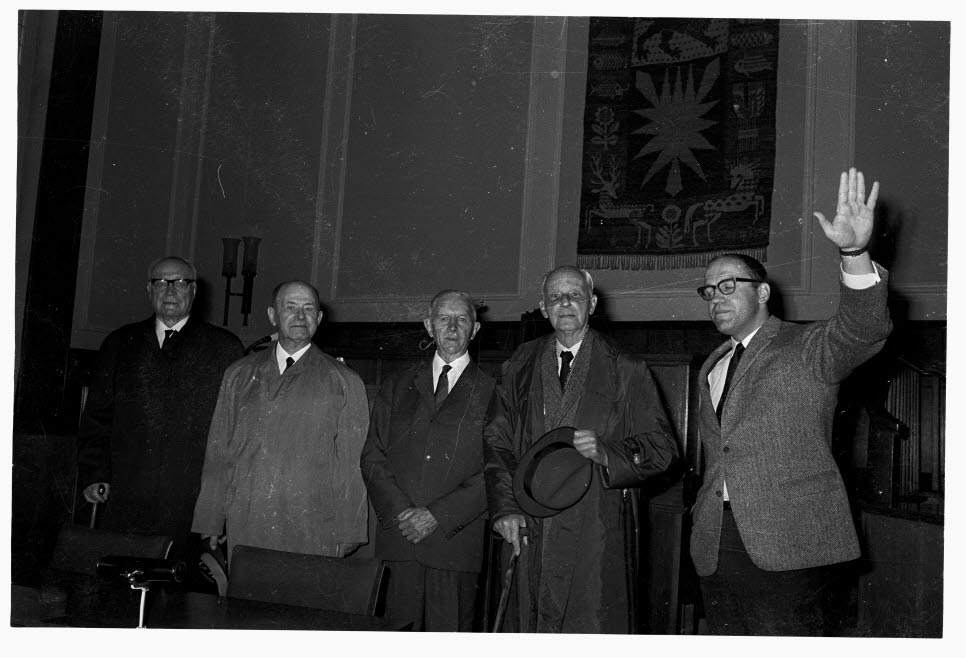
Erich Edgar Schulze 2. v. r. (1966)

## Werdegang
Schulze wurde als Sohn des Geheimen Regierungsrats Georg Schulze und dessen Ehefrau Olga, der Schwester von Alfred von Tirpitz, geboren. Sein Vater war Direktor des Königlich Französischen Gymnasiums in Berlin-Dahlem. Dort legte er 1898 das Abitur ab. Nach einem Semester an der Juristischen Fakultät der Universität Berlin schlug er 1899 eine Offizierslaufbahn bei der Kaiserlichen Marine ein. Während seiner Ausbildung bei der Kaiserlichen Marine versah er Dienst auf verschiedenen Kriegsschiffen. Ab 1910 besuchte er die Marineakademie und wurde von dort, nach erfolgreichem Abschluss 1911, zum Admiralstab versetzt. Nach zwei Jahren wurde er im November 1913 in dem von Tirpitz geleiteten Marineamt in der 1. Zentralabteilung tätig. Daraufhin zog die Familie nach Berlin-Wilmersdorf in den Hohenzollerndamm 62. Unmittelbar nach Beginn des Ersten Weltkrieges erfolgte im September seine Kommandierung zum Generalkommando des Marinekorps II. Von 1916 an war er als erster Admiralstabsoffizier an der Seite von Admiral Ludwig von Schröder eingesetzt.
Nach Zerfall des Kaiserreiches und anschließender Dezimierung der Marine erfolgte die Entlassung von Erich Edgar Schulz im Range eines Korvettenkapitäns. Kurzzeitig arbeitete er daraufhin im Jahr 1919 als ehrenamtlicher Geschäftsführer der Deutschnationalen Volkspartei im nahe gelegenen Kreis Teltow. Es war ihm eine Tätigkeit in der „Kriegswissenschaftlichen Abteilung“ des sich neu formierenden Generalstabes angeboten worden. 1922 trat er in die DEMAG ein und war dort von 1946 bis zu seinem Ausscheiden 1950 Mitglied des Vorstandes.
Für die Kriegsmarine wurde er später wieder reaktiviert und war von September 1940 bis November 1940 zur Kriegsmarinedienststelle Boulogne kommandiert. Anschließend wurde er 1. Admiralstabsoffizier beim Marinebefehlshaber in den Niederlanden und war hier ab Januar 1941 Chef des Stabes. Am 1. November 1943 wurde er zum Kapitän zur See z. V. befördert. Von Februar 1944 bis November 1944 war er Chef der Kriegsmarinedienststelle Bremen. Bis Dezember 1944 war er als beurlaubt zur Verfügung gesetzt und wurde am 31. Dezember 1944 verabschiedet.
Von 1947 bis 1954 war er Präsident der Niederrheinischen Industrie- und Handelskammer Duisburg-Wesel, außerdem Aufsichtsratsvorsitzender der National-Bank in Essen.
Er war mit Marie-Luise Boysen (1884–1972) verheiratet. Aus der Ehe gingen drei Kinder hervor. Sein ältester Sohn Harro Schulze-Boysen kam 1909 zur Welt. Es folgten die Tochter Helga (* 1910) und der Sohn Hartmut (1922–2013).

## Ehrungen
- 1953: Großes Verdienstkreuz der Bundesrepublik Deutschland
- Mercator-Medaille der Stadt Duisburg